# 查德·克羅格
查德·羅伯特·克羅格（Chad Robert Kroeger；1974年11月15日—），為加拿大著名音樂人與製作人，以加拿大搖滾樂團——五分錢樂團而眾所皆知。由於其與五分錢樂團的工作，克羅格也參與了許多不同的合作，在許多歌曲中出現充作來賓，也貢獻許多作品與歌曲寫作。他也在一些歌與中與其他藝術家或者為電影共同參與寫作。

## 早年生活
克羅格在1974年的11月15日出生在亞伯達省的漢娜鎮。其母系方祖父為亞伯達省立法局議員－Henry Kroeger，來自於俄羅斯的莫斯科的德裔門諾派教徒，他在13歲時學習吉他，在1990年代早期作為grunge樂團的一員，而其中也包括了將來的五分錢成員－Mike Kroeger與Ryan Peake。
2002年，克羅格共同創立了以卑詩省溫哥華為據點的604唱片，他也為其他樂團製作音樂，例如Default, Theory of a Deadman, and Bo Bice.

## 個人生活
2008年，克羅格在卑詩省因為在素里超速被攔檢中的酒駕被起訴。
克羅格在2012年的7月1日開始與加拿大搖滾歌手艾薇兒交往。這段關係從她們在2012年三月之後的艾薇兒的第五張專輯中的寫作與錄音開始萌芽。克羅格與艾薇兒在2012年8月文定。這對伴侶在2013年的7月1日在法國結婚，而當天也是加拿大日。艾薇兒與克羅格的蜜月在義大利的飛諾港。2014年9月，娛樂傳媒開始報導艾薇兒與克羅格在結婚後的一年就分居了。當八卦持續圍繞在艾薇兒與克羅格目睹他們未戴婚戒時，在2014年尾提出了非正式的聲明。克羅格否認了這些有關分居以及滑稽的傳言。2015年9月2日，艾薇兒宣布她們在Instagram的帳戶分開。
2015年，第二次延遲的北美巡迴演唱會的取消，使克羅格能手術掉在他喉部的囊腫。整個歐洲巡迴延遲也會全部取消